# مات غريفيرز
مات غريفيرز (Matt Grevers) هو لاعب أولمبي لرياضة السباحة من الولايات المتحدة. شارك في الأولمبياد الصيفي في 2008–2012، وفاز بما مجموعه 6 ميداليات.

## الميداليات
| ذهب | فضة | برونز | المجموع |
| 4   | 2   | 0     | 6       |

## روابط خارجية
- مات غريفيرز على موقع الاتحاد الدولي للسباحة (الإنجليزية)
- مات غريفيرز على موقع SwimRankings.net (الإنجليزية)
- مات غريفيرز على موقع اللجنة الأولمبية الدولية (الإنجليزية)
- مات غريفيرز على موقع أوليمبيديا (الإنجليزية)
- مات غريفيرز على موقع اللجنة الأولمبية والبارالمبية الأمريكية (الإنجليزية)